# Kolénko

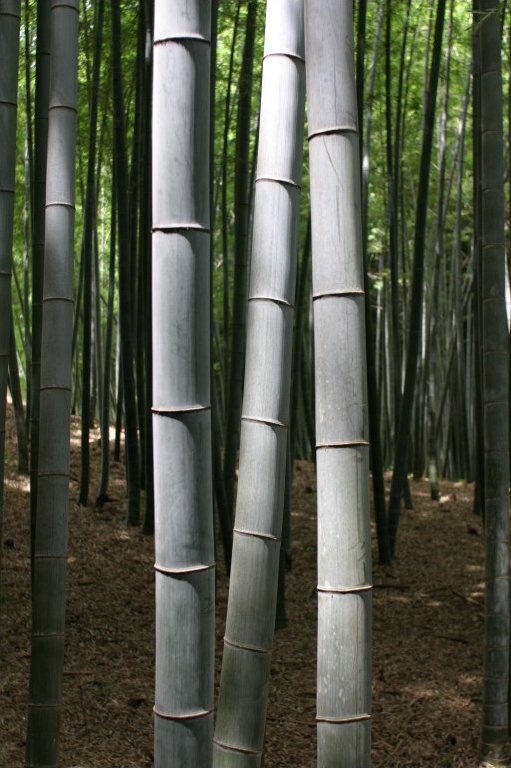
Stonek bambusu s kolénky

Kolénko je uzlina (lat. nodus) na stéblu trav či obilnin, která sama příliš neroste, zůstává pružná a dělí stéblo na články – internodia. Na rozdíl od dutých článků je kolénko vždy plné. Z kolének vyrůstají listy, resp. jejich pochvy a úžlabní pupeny.